# Fukuda Aio
Aio Fukuda (sinh ngày 18 tháng 12 năm 1994) là một cầu thủ bóng đá người Nhật Bản.

## Sự nghiệp câu lạc bộ
Aio Fukuda đã từng chơi cho FC Ryukyu.